# Pokerspiele
Pokerspiele (Originaltitel: The Corbomite Maneuver) ist die nach Ausstrahlungsreihenfolge 10. und nach Produktionsreihenfolge 2. Episode der ersten Staffel der Science-Fiction-Fernsehserie Raumschiff Enterprise. Sie wurde in englischer Sprache erstmals am 10. November 1966 bei NBC ausgestrahlt. In Deutschland war sie zum ersten Mal am 7. Oktober 1972 in einer synchronisierten Fassung im ZDF zu sehen.

## Handlung
Im Jahr 2266 bei Sternzeit 1512,2 kartografiert die Enterprise unerforschtes Gebiet, als ein sonderbares würfelförmiges Objekt ihr den Weg versperrt. Sämtliche Ausweichmanöver bleiben erfolglos. Navigator Dave Bailey reagiert äußerst emotional auf diese Situation. Die Enterprise untersucht das Objekt mehrere Stunden lang. Auf Kommunikationsversuche erfolgt keine Reaktion. Schließlich befiehlt Captain Kirk, einen Kurs einzuschlagen, der spiralförmig von dem Würfel wegführt. Das Objekt verfolgt die Enterprise jedoch weiter, verringert stetig die Entfernung und sendet tödliche Strahlung aus. Schließlich bleibt keine andere Wahl, als das Objekt mit den Phasern zu zerstören.
Die Enterprise kann nun ihren Weg fortsetzen. Bailey soll mit der Phaser-Mannschaft Übungen abhalten, da die Reaktionszeit während des Vorfalls zu langsam war. Im Vertrauen hinterfragt Schiffsarzt McCoy Kirks Entscheidung, Bailey zum Navigator zu befördern, da dieser seiner neuen Aufgabe vielleicht noch nicht gewachsen ist. Nach einer Weile meldet Navigator Sulu, dass ein weiteres Objekt sich dem Schiff nähert. Dieses ist kugelförmig und mit einem Durchmesser von über einer Meile deutlich größer als die Enterprise. Die Enterprise erhält eine Nachricht, die das Objekt als die Fesarius, das Flaggschiff der „Ersten Föderation“, ausweist. Balok, der Kommandant des Schiffs, erklärt, die Enterprise habe einen feindlichen Akt begangen, als sie die würfelförmige Warnboje zerstört habe und in fremdes Gebiet eingedrungen sei. Kirk versucht, ihn von ihren friedlichen Absichten zu überzeugen, und bietet an, sein Schiff zu wenden und umzukehren. Balok jedoch lehnt Verhandlungen ab und will die Enterprise zerstören. Er gibt der Mannschaft zehn Minuten Zeit, um sich auf den Tod vorzubereiten. Bailey verliert nun völlig die Nerven und begreift nicht, warum seine Kollegen mit so wenig Emotionalität auf die Situation reagieren. Kirk entbindet ihn schließlich vom Dienst.
In einer Beratung gesteht der erste Offizier Spock, dass ihm keinerlei Optionen mehr einfallen. Die Enterprise sei schlicht schachmatt. Kirk jedoch meint, dass in der aktuellen Situation Poker eine bessere Analogie wäre, und setzt auf einen Bluff. Er sendet eine Nachricht an Balok, in der er behauptet, auf der Enterprise befinde sich eine Substanz namens „Corbomit“, die bei einem Angriff eine Gegenreaktion auslöst, die sich gegen den Angreifer richtet. Noch nie habe ein feindliches Schiff die Zerstörung eines Sternenflottenraumschiffs überlebt. Kirks Plan scheint aufzugehen, denn als die zehn Minuten verstrichen sind, erfolgt zunächst keine Reaktion. Bailey kehrt auf die Brücke zurück. Er hat sich beruhigt und bittet darum, seinen Dienst wieder aufnehmen zu dürfen.
Von der Fesarius löst sich nun ein kleineres Schiff, das einen Traktorstrahl auf die Enterprise richtet. Balok hat sich entschieden, die Mannschaft auf einem Planeten der „Ersten Föderation“ zu internieren und die Enterprise anschließend zu zerstören. Kirk befiehlt, volle Energie auf den Antrieb zu geben, um sich loszureißen. Das Manöver gelingt schließlich, verursacht aber starke Schäden an der Enterprise und anscheinend noch größere am fremden Schiff. Dieses hat noch einen Notruf an die Fesarius abgesetzt, aber Kommunikationsoffizierin Uhura bezweifelt, dass dieser gehört wurde. Kirk beschließt daraufhin, Balok zu helfen und beamt zusammen mit McCoy und Bailey auf dessen Schiff.
Dort angekommen stellen sie überrascht fest, dass der „Balok“, der sich ihnen auf dem Bildschirm der Enterprise gezeigt hatte, nur eine Puppe ist. Der echte Balok wirkt äußerlich eher wie ein Kleinkind. Er begrüßt die drei freundlich und bietet ihnen „Tranya“ zu trinken an. Er offenbart, dass er die Fesarius komplett allein bedient, beklagt aber zugleich eine gewisse Einsamkeit auf seinen Reisen. Balok schlägt einen kulturellen Austausch vor, wofür ein Besatzungsmitglied der Enterprise ihn für eine Weile begleiten soll. Bailey meldet sich hierfür freiwillig und meint, er sei zwar nicht der beste Offizier der Flotte, doch durch seine Fehler könne Balok umso mehr über die Menschen lernen.

## Verbindungen zu anderen Star-Trek-Produktionen
Zum Produktionszeitpunkt dieser Folge war noch nicht etabliert, dass die Enterprise einer Organisation namens Vereinigte Föderation der Planeten angehört. Captain Kirk bezeichnet sein Schiff daher in Pokerspiele im englischen Original einmalig als „United Earth Ship“.
Einige Elemente aus dieser Folge wurden in späteren Star-Trek-Produktionen wieder aufgegriffen:
- In der Folge Wie schnell die Zeit vergeht von Raumschiff Enterprise wendet Kirk seinen Corbomit-Bluff erneut an, dieses Mal bei den Romulanern.
- Das Getränk Tranya kommt auch in den Serien Star Trek: Deep Space Nine und Star Trek: Picard vor.
- In Folge 6.13 (Jenseits der Sterne) von Star Trek: Deep Space Nine aus dem Jahr 1998 kommt eine Geschichte mit dem Titel The Corbomite Maneuver vor.
- Einige Äußerungen von Kirk und McCoy aus Pokerspiele werden in den Spielfilmen Star Trek V: Am Rande des Universums, Star Trek und Star Trek Beyond referenziert.
- In Folge 4.09 (Der innere Kampf) von Star Trek: Lower Decks aus dem Jahr 2023 tritt ein Außerirdischer auf, der genau wie Baloks Puppe aussieht.

## Produktion

### Darsteller
Clint Howard hatte später noch Gastauftritte in den Serien Star Trek: Deep Space Nine, Star Trek: Enterprise, Star Trek: Discovery und Star Trek: Strange New Worlds. Er ist damit der Schauspieler mit der längsten Zeitspanne zwischen seinem ersten und seinem letzten Auftritt in einer Star-Trek-Produktion (56 Jahre).
Für die Rolle des Balok war ursprünglich Michael Dunn vorgesehen. Gene Roddenberry entschied sich aber letztendlich für Clint Howard. Dunn übernahm später eine Rolle in der Folge Platons Stiefkinder.
Ted Cassidy erhielt als Sprecher von Baloks Puppe keine Erwähnung in den Credits der Folge. Er hatte noch zwei weitere Auftritte in den Folgen Der alte Traum und Ganz neue Dimensionen.

### Kulissen
Für die Innenaufnahmen von Baloks Raumschiff wurde das umdekorierte Set des Konferenzraums der Enterprise verwendet.
Die Schalttafel an der Wand hinter Baloks Puppe wurde bereits im zweiten Pilotfilm Die Spitze des Eisberges für den Außenposten auf Delta Vega verwendet und kam später als dauerhafter Bestandteil des Maschinenraums der Enterprise zum Einsatz.
Für den Transporterraum der Enterprise wurde eine eigene Steuerkonsole angefertigt. In den beiden zuvor produzierten Pilotfolgen war hierfür die Steuerkonsole der Brücke verwendet worden.

### Kostüme
In Produktionsreihenfolge ist dies die erste Folge, in der die überarbeiteten Uniformen der Enterprise-Besatzung auftauchen. Der Uniformkragen ist nun glatt und schwarz, in den beiden Pilotfolgen war er noch gerippt und in der gleichen Farbe gehalten wie das Uniformoberteil. Die ursprünglich beigen Uniformoberteile der Abteilungen Sicherheit und Technik sind nun rot. Die weiblichen Crewmitglieder tragen nun Uniformen mit weitem Ausschnitt, Rock und Strumpfhosen. Zudem wurden die Rangabzeichen feiner ausgearbeitet. In einigen Szenen sind noch Statisten mit den alten Uniformen zu sehen.
Neben Die Frauen des Mr. Mudd ist dies die einzige Folge, in der Uhura (Nichelle Nichols) die grüngelbe Uniform der Kommandoabteilung anstatt der roten Uniform der Technikabteilung trägt.
Sulu trägt ab dieser Episode durchgehend die grüngelbe Uniform der Kommandoabteilung. In Die Spitze des Eisberges hatte er noch die blaue Uniform der Wissenschaftsabteilung getragen.

## Adaptionen
- James Blish schrieb eine Textfassung von Pokerspiele, die auf Englisch erstmals 1977 in der Geschichtensammlung Star Trek 12 erschien.[1] Die deutsche Übersetzung erschien 1989.[2]
- Christopher L. Bennetts 2016 erschienener nicht-kanonischer Roman The Face of the Unknown thematisiert ein erneutes Zusammentreffen der Enterprise mit der „Ersten Föderation“.[3]

## Rezeption
Die Folge wurde 1967 für einen Hugo Award in der Kategorie Best Dramatic Presentation nominiert.
James Rundle führte Pokerspiele 2010 auf SciFiNow in einer Auflistung der zehn besten Folgen von Raumschiff Enterprise auf Platz 5.
Charlie Jane Anders führte Pokerspiele 2014 auf gizmodo.com in einer Liste der 100 besten bis dahin ausgestrahlten Star-Trek-Folgen auf Platz 14.
Sven Harvey zählte Pokerspiele 2015 auf der Website Den of Geek als eine der 25 besten Folgen der beiden Serien Raumschiff Enterprise und Die Enterprise.
David Morgan führte Pokerspiele 2016 auf cbsnews.com als eine der besten Folgen von Raumschiff Enterprise auf.
Aaron Couch und Graeme McMillan erstellten 2016 anlässlich des 50-jährigen Jubiläums von Star Trek in Zusammenarbeit mit verschiedenen Beteiligten aus dem Franchise für den Hollywood Reporter eine Liste der 100 besten bis dahin ausgestrahlten Folgen. Pokerspiele wurde hierbei auf Platz 45 gewählt.
Elena Holodny und Andy Kiersz führten Pokerspiele 2017 auf businessinsider.com in einer Aufstellung der 13 besten Folgen von Raumschiff Enterprise auf Platz 8.
Patrick Cooley führte Pokerspiele 2017 in einer Liste der 25 besten bis dahin ausgestrahlten Star-Trek-Folgen auf Platz 12.
Silas Lesnick listete Pokerspiele 2018 in einer Aufstellung der 20 besten Folgen von Raumschiff Enterprise auf Platz 19.
Paul Rowe listete Pokerspiele 2020 auf popmasters.com in einer Aufstellung der 20 besten Folgen von Raumschiff Enterprise auf Platz 9.
Ryan Britt führte Pokerspiele 2021 auf der Website Den of Geek als eine von zehn Raumschiff-Enterprise-Folgen, die das Franchise am besten definieren.
Christian Blauvelt listete Pokerspiele 2022 auf hollywood.com in einem Ranking aller 79 Raumschiff-Enterprise-Folgen auf Platz 11.

## Parodien und Anspielungen
In Folge 2.02 (The Robot vs. the Aztec Mummy) von Mystery Science Theater 3000 aus dem Jahr 1989 schlägt „Enoch the Devil Dog“ vor, dass alle Tranya trinken.
In Folge 4.09 (Sad Songs Are Nature's Onions) der Sketch-Comedyserie Mr. Show with Bob and David von 1998 taucht ein Außerirdischer auf, der eine Parodie auf Balok darstellt.
Die Folge 4.12 (Der letzte Trekki) der Zeichentrickserie Futurama von 2002 parodiert zahlreiche Folgen von Raumschiff Enterprise. Unter anderem ist hier im Abspann der Außerirdische Kif als Baloks Puppe zu sehen.
Im 2006 ausgestrahlten Comedy Central Roast of William Shatner verkörperte Clint Howard erneut seine Rolle des Balok, der inzwischen durch den übermäßigen Genuss von Tranya ein Alkoholproblem hat.
In Folge 4.14 (Assisted Suicide) der Zeichentrickserie Venture Bros. von 2010 zitieren mehrere Figuren Dialogzeilen aus Pokerspiele.
In dem Fernsehspecial The Rally to Restore Sanity and/or Fear von 2010 unterhalten sich Jon Stewart und Stephen Colbert über diese Folge. Unter anderem kommen Uhuras Uniform und angebliches Corbomit in Colberts Wasserflasche zur Sprache.
In Folge 5.07 (Ein guter Kerl) der Sitcom The Big Bang Theory von 2011 erschreckt Leonard Sheldon mit einer Balok-Maske.
In Folge 26.10 (Der Mann, der als Dinner kam) der Zeichentrickserie Die Simpsons von 2015 ist im Abspann Mr. Burns als Baloks Puppe zu sehen.